# Алмашу-де-Міжлок
Алмашу-де-Міжлок (рум. Almașu de Mijloc) — село у повіті Алба в Румунії. Входить до складу комуни Алмашу-Маре.
Село розташоване на відстані 295 км на північний захід від Бухареста, 36 км на захід від Алба-Юлії, 87 км на південний захід від Клуж-Напоки, 149 км на схід від Тімішоари.

## Населення
За даними перепису населення 2002 року у селі проживали 220 осіб, з них 217 осіб (98,6%) румунів. Рідною мовою 218 осіб (99,1%) назвали румунську.